# مزرعه امام (فاریاب)
مزرعه امام، روستایی در دهستان گلاشکرد بخش مرکزی شهرستان فاریاب در استان کرمان ایران است.

## جمعیت
بر پایه سرشماری عمومی نفوس و مسکن در سال ۱۳۹۵، جمعیت این روستا برابر با ۶۶۱ نفر (۱۹۰ خانوار) بوده‌است.